# Jugendsprache
Jugendsprache (auch Jugendkommunikation) bezeichnet Sprechweisen bzw. sprachliche Muster und Merkmale, die unterschiedliche Gruppen von Jugendlichen zu verschiedenen Zeiten, in verschiedenen Altersstufen und unter verschiedenen Kommunikationsbedingungen verwenden oder verwendet haben.

## Definition
Der Begriff ist laut Helmut Glück (2005) nicht streng definiert. Heinrich Löffler bezeichnet die Jugendsprache als eine transitorische Sondersprache („Lebensalter-Sprache“), womit auf die zeitliche Begrenzung dieser Sprachformen im Leben des Menschen hingewiesen wird. Jugendsprache wird in der germanistischen und westeuropäischen Sprachwissenschaft heute jedoch kaum noch als Sondersprache aufgefasst, sondern weitgehend als komplexe Varietät der Standardsprache oder als Sprechstil einer (bestimmten) Gruppe Jugendlicher definiert.  Wichtig ist die Unterscheidung zwischen jugendtypischen und jugendspezifischen sprachlichen Merkmalen und Mustern. Tendenziell werden in der Jugendsprachforschung heute insbesondere Merkmale und Muster der Mündlichkeit, der Umgangssprache und der Gruppenkommunikation als typisch für Jugendsprachen betrachtet (vgl. z. B. Neuland 2018). Übertreibungen und Intensivierungen, Humor, Ironie und Spiel, Expressivität und Emotionalität prägen den jugendlichen Sprachgebrauch. Jugendsprache ist ein Phänomen, das in vielen Sprachen zu finden ist. Dazu gehören neben Lautsprachen auch Gebärdensprachen wie etwa die Deutsche Gebärdensprache.

## Formen von Jugendsprache
Im Laufe der Zeit hat sich eine Reihe von Begriffen für unterschiedliche Formen von Jugendsprache herausgebildet; man findet unter anderen: Comicdeutsch, Schülersprache, Denglisch, Soldatensprache, Studentensprache, Szenesprache, Drogenjargon, Graffiti-Jargon, Hip-Hop-Jargon und Netzjargon. Diese Begriffe sind nicht alle ausschließlich auf Sprechweisen Jugendlicher beschränkt; sie betreffen aber zumindest auch deren Äußerungsformen, beziehen sich allerdings vorwiegend auf Sonderlexik, also den Wortschatz Jugendlicher. Hierzu ist anzumerken, dass Jugendsprache auf unterschiedlichen sprachlichen Ebenen, wie Phonetik und Graphematik, Morphosyntax sowie in stilistischer und textueller Hinsicht, Besonderheiten und Präferenzen aufweist. In den letzten Jahren sind, gerade in urbanen Lebensräumen, ethnolektale Elemente von Jugendlichen mit Migrationshintergrund in die Jugendsprache eingeflossen („Balkan-Slang“, „Türkendeutsch“, „Kanak Sprak“, „Kiezdeutsch“). Dies zeigt sich etwa in einzelnen Ausdrücken und Wendungen sowie in der Phonetik, aber auch in der Gestik.

## Charakteristika von Jugendsprache
Vor allem ist festzustellen, dass es keine einheitliche Jugendsprache gibt. Es handelt sich vielmehr um Äußerungsformen, die sich in der gruppeninternen Kommunikation herausbilden und somit unter verschiedenen geographischen, sozialen und historischen Bedingungen auch unterschiedliche Formen annehmen. Die Meinung der Forscher, die Funktion von Jugendsprache bestehe vor allem in der Abgrenzung gegenüber der Erwachsenenwelt (Glück 2005: „Kontrasprache“) und darin, eine Identifikation ihrer Sprecher mit der jeweiligen Gruppe zu festigen, wurde mittlerweile erweitert. Zu Funktionen von Jugendsprachen zählen außerdem Identitätsfindung in der Auseinandersetzung mit Rollen- und Statuszuschreibungen durch die gesellschaftliche Norm, die emotional-expressive Funktion, aber auch die Benennungsfunktion von Realien, die im Rahmen jugendlicher Lebenswelten existieren.
Als besonders charakteristisch werden in der Literatur der Wortschatz und bestimmte Stilmittel (etwa der Übertreibung, Intensivierung, Spiel, Ironie, Provokation,…) genannt. Der abweichende Wortschatz hat dazu angeregt, eine Reihe von Szenewörterbüchern zu verfassen, die allerdings auch ein klischeehaftes Bild von Jugendsprache produzieren, das der Realität jugendlicher Sprechweisen kaum gerecht wird. Es werden auch besondere Interjektionen wie „boah“ und „ey“ verwendet. Die meisten Ausdrücke sind aber sehr kurzlebig. So wurde früher zum Beispiel als Ausdruck hoher Zustimmung „knorke“ gesagt, später kam „astrein“, „cool“, „nice“ oder auch „geil“ auf, oft angereichert um steigernde Ausdrucksformen („oberaffengeil“). Aus diesem Grund gibt es regelmäßig Neuauflagen der Szenewörterbücher oder auch ganz neue Sammlungen, die jedoch von Linguisten im Bereich der Jugendsprache kritisch betrachtet werden.
Häufig werden Metaphern und bildhafte Ausdrücke verwendet, zum Beispiel werden „lange Beinhaare“ zu „Naturwollsocken“. Auch ist Jugendsprache oft sehr provokant und beleidigend. Ein weiteres Merkmal von Jugendsprache sind Kürzungen. So wird z. B. aus „so einem“ „so ’nem“. Außerdem werden viele Wörter aus dem Englischen verwendet, wobei die Einschätzung der Häufigkeit des Gebrauchs meist übertrieben ist. Ein Beispiel für einen Anglizismus ist etwa das bereits oben genannte „cool“ – ein Wort, das sich mittlerweile auch in der Umgangssprache durchgesetzt hat und nicht mehr als typisch jugendsprachlich betrachtet werden kann. Regelmäßig kommen Füllwörter (z. B. „und so“), Interjektionen und hedges (z. B. „irgendwie“)  vor. In den letzten Jahren benutzen einige Jugendliche häufig Abkürzungen eines Satzes (z. B. „YOLO“, was für „You only live once“ steht). In der Syntax fallen Merkmale stilisierter Mündlichkeit auf, was sich an Satzabbrüchen, Ellipsen, Drehsätzen oder Wiederholungen äußert.

## Sozialselektivität von Jugendsprache
Jugendsprachen sind sozial, ethnisch und geschlechtsspezifisch selektiv, wenn auch in unterschiedlichem Ausmaß. Die 1960er waren offenbar eine Epoche, in der die Bundesrepublik nach statistisch nachvollziehbaren Kriterien dem Ideal einer egalitären Gesellschaft am nächsten kam. Damals hatten anscheinend „zumindest Jugendliche noch nicht das Bedürfnis, darüber zu reden oder sich gar verbal von Armen oder Ungebildeten zu distanzieren“.

## „Jugendwort des Jahres“
In Deutschland und in Österreich wird jährlich ein „Jugendwort des Jahres“ gewählt.
Das „Jugendwort des Jahres“ in Deutschland wurde seit 2008 von einer Jury unter der Leitung des Langenscheidt-Verlags ausgewählt; seit 2020 kann das Jugendwort von jedem gewählt werden.
Das „Jugendwort des Jahres“ in Österreich wird seit 2010 von einer Jury gewählt.

## Nachschlagewerke
- PONS Wörterbuch der Jugendsprache 2016 – Das Original. 1. Aufl., PONS, Stuttgart 2015, ISBN 978-3-12-010139-0.